# Чемпіонат Швеції з бенді 1911
 Чемпіонат Швеції з бенді: 1911 — 5-й сезон турніру з хокею з м'ячем (бенді), який проводився за кубковою системою. 
Переможцем змагань став клуб  ІФК Уппсала.

## Турнір

### Чвертьфінал
- ІФК Євле -  ІФК Уппсала  0-15
- ІФК Норрчепінг - ІК «Сіті» (Ескільстуна)  7-1
- АІК Стокгольм - ІФК Стокгольм  6-3
- «Юргорден» ІФ (Стокгольм) - «Шекрігссколанс» ІФ (Тебю)  7-2

### Півфінал
- «Юргорден» ІФ (Стокгольм) -  АІК Стокгольм  5-2
- ІФК Уппсала - ІФК Норрчепінг +:– (технічна перемога).

### Фінал
5 березня 1911, Уппсала
- ІФК Уппсала - «Юргорден» ІФ (Стокгольм)  6-0